# Giuseppe Battaglini
Giuseppe Battaglini (1826-1894) va ser un matemàtic italià fundador del Giornale di matematica.

## Vida i Obra
Battaglini va passar la seva infància i adolescència a Martina Franca (a prop de Tàrent, al taló de la península italiana), a casa del seu avi patern, on segueix els seus primers estudis. El 1844 retorna a Nàpols on es matricula a l'Escola de Ponts i Camins en la que es gradua el 1848. La Universitat de Nàpols estava fortament influenciada per l'escola de geometria clàssica de Nicola Fergola i els seus seguidors, cosa que impedia l'aparició de les més modernes formes de pensament matemàtic.
El 1850 obté un lloc d'ajudant a l'Observatori Astronòmic de Capodimonte, però hi està poc temps en negar-se a signar una declaració espontània d'adhesió a la monarquia absolutista borbònica. Romandrà deu anys sense feina i estudiant matemàtiques de forma autodidacta; aprèn anglès i alemany per estar al dia amb els nous desenvolupaments matemàtics.
El 1860, en caure la monarquia borbònica, és nomenat professor ordinari de geometria superior de la Universitat de Nàpols i conseller d'Instrucció Pública. El 1872 és nomenat professor de la Universitat de Roma, de la que serà rector el 1873-1874 i degà de la facultat de ciències durant deu anys. El 1885, ja malalt, retrona a la universitat de Nàpols on roman fins a la seva mort.
Battaglini és conegut com a geòmetra i per haver estat el fundador el 1863 del Giornale di matematica ad uso degli studenti delle Università italiane, conegut popularment com a Giornale di Battaglini, revista que va tenir una notable influència en la difusió de les més recents idees matemàtiques.
També va ser el traductor a l'italià d'obres d'Isaac Todhunter, Julius Plücker i Alfred Clebsch.